# Günther Ramin
Günther Werner Hans Ramin (ur. 15 października 1898 w Karlsruhe, zm. 27 lutego 1956 w Lipsku) – niemiecki organista, dyrygent chóralny, kompozytor i pedagog.

## Życiorys
Od 1910 roku był członkiem Thomanerchor w Lipsku. W latach 1914–1918 studiował w konserwatorium w Lipsku u Karla Straubego (organy), Roberta Teichmüllera (fortepian) i Stephana Krehla (kompozycja). W 1918 roku objął, jako następca Karla Straubego, stanowisko organisty kościoła św. Tomasza w Lipsku. Od 1920 roku był także organistą Gewandhausorchester i wykładowcą w konserwatorium. W latach 1933–1934 odbył tournée koncertowe po Stanach Zjednoczonych.
Prowadził chór Lehrergesangverein (1922–1935), chór Gewandhausu (1933–1934 i 1945–1951) oraz chór filharmoniczny w Berlinie (1935–1940). W 1940 roku został kantorem kościoła św. Tomasza w Lipsku. Odbudował po II wojnie światowej Thomanerchor i przywrócił mu dawny poziom. Do jego uczniów należeli Karl Richter i Peter Schreier. Odznaczony Nagrodą Państwową NRD (1950).

## Twórczość
Był propagatorem twórczości Johanna Sebastiana Bacha. W swoich interpretacjach odszedł od dominującego ówcześnie monumentalnego stylu późnoromantycznego, przywracając dziełom religijnym lipskiego kompozytora ich właściwy, liturgiczny kontekst. Przywrócił w wykonawstwie dawne instrumenty przewidziane przez Bacha: obój da caccia, obój d’amore, viola da gamba, lutnia. Za nagranie Pasji według św. Mateusza otrzymał w 1956 roku nagrodę Grand Prix du Disque.
Jego dorobek kompozytorski obejmuje dzieła organowe i chóralne, m.in. motety na 4–8 głosów i Psalm XIII na chór męski i orkiestrę. Był autorem pracy Gedanken zur Klärung des Orgelproblems (Kassel 1929, 2. wydanie 1955).